# Raspay
Raspay ou  El Carche (em castelhano) ou el Raspai ou el Carche (em valenciano) é uma povoação na serra de El Carche, no município de Yecla, província e comunidade autónoma da Região de Múrcia, Espanha.
Durante o século XX, perdeu população, contando, em 2016, com apenas 94 habitantes.
Apesar de pertencer ao antigo Reino de Múrcia, encontra-se mais próxima do limite histórico do País Valenciano do que de Castela, razão pela qual ainda é uma zona tradicionalmente de catalão. Como aproximadamente 60% de seus habitantes fala o catalão na sua forma dialetal meridional, ou valenciana, a prefeitura de Yecla solicitou que a Academia Valenciana da Língua disponibilize aulas no município.